# Municipio de Greeley (condado de Shelby)
El municipio de Greeley (en inglés: Greeley Township) es un municipio ubicado en el condado de Shelby en el estado estadounidense de Iowa. En el año 2010 tenía una población de 205 habitantes y una densidad poblacional de 2,21 personas por km².

## Geografía
El municipio de Greeley se encuentra ubicado en las coordenadas 41°49′15″N 95°16′2″O / 41.82083, -95.26722. Según la Oficina del Censo de los Estados Unidos, el municipio tiene una superficie total de 92.56 km², de la cual 92,56 km² corresponden a tierra firme y (0 %) 0 km² es agua.

## Demografía
Según el censo de 2010, había 205 personas residiendo en el municipio de Greeley. La densidad de población era de 2,21 hab./km². De los 205 habitantes, el municipio de Greeley estaba compuesto por el 98,54 % blancos, el 0,49 % eran afroamericanos, el 0,49 % eran amerindios y el 0,49 % eran de una mezcla de razas. Del total de la población el 0,98 % eran hispanos o latinos de cualquier raza.